# Михайлова, Елена Александровна
Елена Александровна Михайлова (род. 10 февраля 1957 года) — актриса театра и кино, певица, исполнительница совместно с супругом Александром Михайловым духовных стихов и песнопений.

## Биография
Актёрское образование: Щукинское училище.
Будучи студенткой, дебютировала на киноэкране ролью стрелочницы в фильме «Полёты во сне и наяву».
После окончания Щукинского училища была принята в труппу Центрального детского театра. Сразу начала играть главные роли. Параллельно продолжала сниматься в кино.
В 1987 году супруги Александр и Елена решают уйти из театра. Постепенно приходят к идее совместного исполнения духовных песен.
В 1994 году начинают выступать с сольными концертами по России, затем и за рубежом.
В 1997 году Елена окончила Православный Свято-Тихоновский богословский институт со степенью бакалавра искусств.
По благословению Святейшего Патриарха Московского и всея Руси Алексия II супруги Михайловы выпустили несколько аудио-альбомов: «Слава Богу за всё!» (1995), «Пойте, детки, Господу» (1996), «Тихая моя Родина» (1998), «Душа грустит о небесах» (2003). Последний альбом они посвятили памяти своего духовного отца, протоиерея Феодора Соколова, погибшего в автомобильной катастрофе в 2000 году.
С 1998 года также занимаются постановкой спектаклей. Первая постановка — сказка М. Е. Салтыкова-Щедрина «Пропала совесть». В последующие годы Михайловы поставили ещё ряд спектаклей, среди которых — «Матрёнин двор» по рассказу Солженицына (режиссёр В. В. Иванов) (Русский духовный театр «Глас», Театр имени Вахтангова).

## Творчество

### Фильмография
| Год  |   | Название                                | Роль                                          |
| ---- | - | --------------------------------------- | --------------------------------------------- |
| 1975 | ф | Шагреневая кожа                         | эпизод                                        |
| 1977 | ф | Красный чернозём                        | Зоя, комсомолка                               |
| 1980 | ф | И вечный бой… Из жизни Александра Блока | Любовь Менделеева (в титрах — Елена Журавина) |
| 1982 | ф | Две главы из семейной хроники           | Нина (в титрах — Елена Журавина)              |
| 1982 | ф | Полёты во сне и наяву                   | стрелочница (в титрах — Елена Черняк)         |
| 1983 | ф | Поцелуй                                 | Имя персонажа не указано                      |
| 1983 | ф | Серафим Полубес и другие жители Земли   | эпизод (в титрах — Е. Черняк)                 |
| 1984 | ф | Два гусара                              | Устюша                                        |
| 1984 | ф | Лучшая дорога нашей жизни               | эпизод                                        |
| 1987 | ф | Старая азбука                           | мать Маши                                     |

### Дискография
- 1995 — «Слава Богу за все!»
- 1996 — «Пойте, детки, Господу»
- 1998 — «Тихая моя Родина»
- 2003 — «Душа грустит о небесах»
- «Колокольчик надежды»

### Русский духовный театр «Глас»
- «Пропала совесть» по сказке М. Е. Салтыкова-Щедрина.
- «Матрёнин двор» (2007) по рассказу А. И. Солженицына. Режиссёр: Владимир Иванов.

### Театр имени Е. Б. Вахтангова
- «Матрёнин двор» (2008) по рассказу А. И. Солженицына. Режиссёр: Владимир Иванов.

## Награды
- Лауреат Первого Московского молодёжного фестиваля авторской духовной песни во имя святого Романа Сладкопевца «Исповедь сердца»
- Лауреат детского праздника «Рождество в Москве» (2003)
- Медаль преподобного Сергия Радонежского II степени
- Орден святого благоверного князя Даниила Московского